# 浅岡一

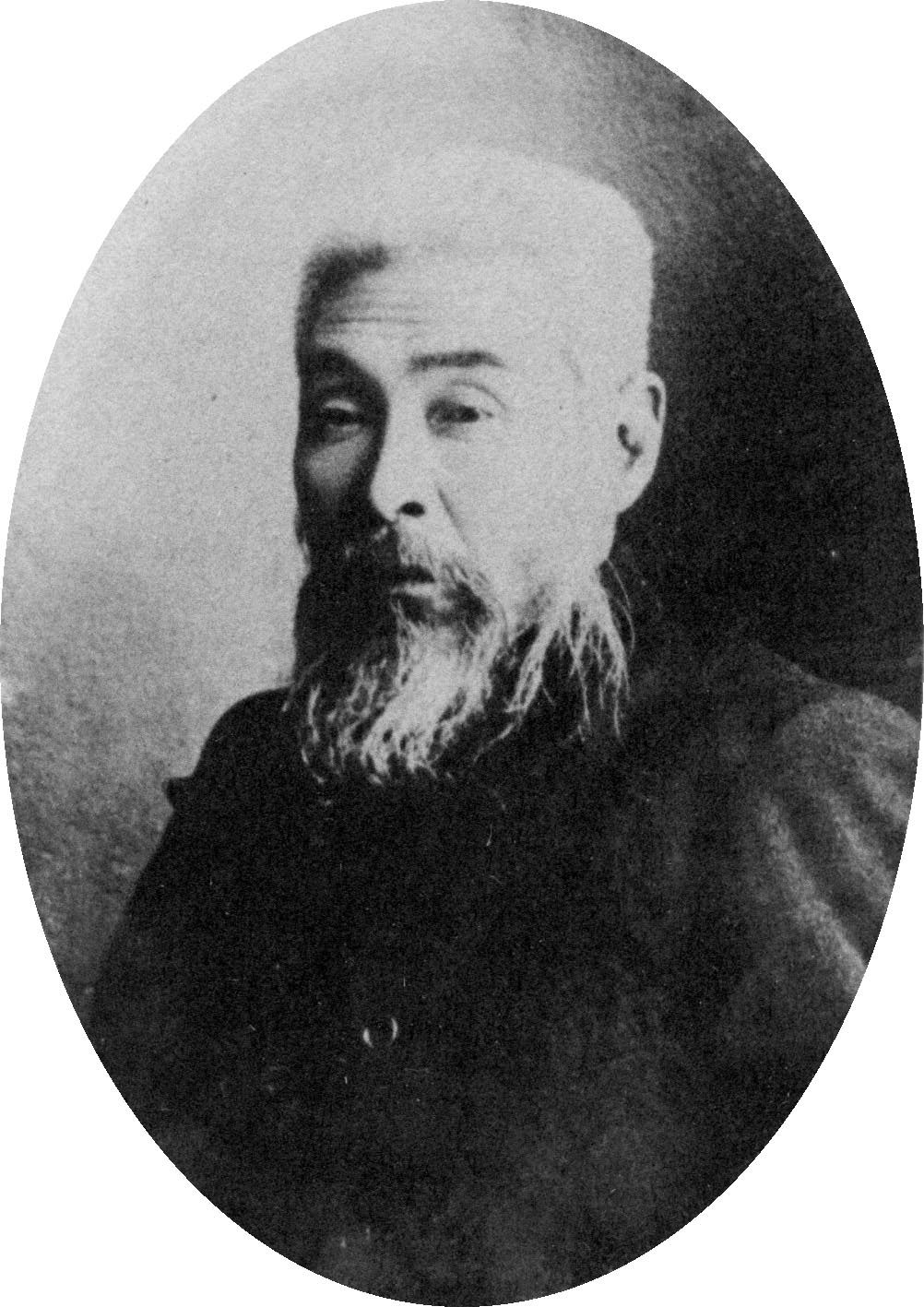
浅岡一

浅岡 一（あさおか はじめ、1851年2月8日〈嘉永4年1月8日〉 - 1926年〈大正15年〉9月25日）は、明治時代の教育者。号は朴堂、東巌。三男は脇光三（天津の北支那毎日新聞社記者兼特務機関員）。

## 生涯
陸奥国安積郡桑野村（現在の福島県郡山市）に二本松藩士浅岡段介の五男として生まれる（四男の兄は長野高等女学校校長を務めた教育者渡辺敏）。幼名は音吉。16歳で参戦した戊辰戦争では鉄砲組として出陣し、二本松の戦（本宮村の戦）において銃弾貫通で左腕を負傷した。
旧暦明治2年（1869年）に上京し、漢学を林靏梁に、仏学を開成学校で学ぶ。明治5年9月（1872年）より司法省明法寮で修学。新暦1873年（明治6年）6月に文部省十三等出仕となり、教師課、編書課に勤務しながらフランス語を修めた。1874年（明治7年）2月より官立広島師範学校勤務となり、7月に五等教諭に任じられる。同年に太政大臣宛てに君民同治論を建白。1875年（明治8年）11月には東京女子師範学校五等教諭に転じた。
1877年（明治10年）3月以降は東京府五等属、再び東京女子師範教員、文部省四等属を経て、1882年（明治15年）11月に和歌山県二等属となり、学務課長に就任。官制改革に伴い1886年（明治19年）9月に和歌山県属・学務課長兼衛生課長に任じられたが、同月末に長野県尋常師範学校校長に抜擢され、長野県属となり第二部学務課長を兼務した。
長野師範在任中に、信濃教育会の初代会長に推挙され、1887年（明治20年）に付属小学校、1888年（明治21年）に女子部を設置し、女子教員養成の道を開いた。人格主義者で知られ、被差別部落出身の教員大江礒吉を庇護した。
1893年（明治26年）11月、華族女学校教授に転じ、1898年（明治31年）11月より同校幹事を兼任。日露戦争後の1906年（明治39年）4月、華族女学校の学習院への併合に伴い廃官となり、郷里へ引退したが、地元の要請により同年10月に福島県立会津中学校（現・福島県立会津高等学校）校長に任じられた。1912年（大正元年）11月末に依願退官。
1922年（大正11年）6月、杉浦重剛撰文・比田井天来揮毫による「浅岡先生頌徳碑」が長野県師範学校玄関前に建立された。

## 栄典
- 1892年（明治25年）5月18日 - 従七位[11]
- 1895年（明治28年）7月30日 - 正七位[12]
- 1897年（明治30年）6月26日 - 勲六等瑞宝章[13]
- 1898年（明治31年）1月20日 - 従六位[14]
- 1901年（明治34年）1月31日 - 正六位[15]
- 1902年（明治35年）6月30日 - 勲五等瑞宝章[16]
- 1904年（明治37年）2月1日 - 従五位[17]
- 1906年（明治39年）4月9日 - 正五位[18]

## 関連文献
- 国立公文書館所蔵「京都府属八代規外八名尋常師範学校長被任ノ件」明治19年11月16日（請求番号：任Ａ00101100、件名番号：032）。浅岡一の明治5年より明治19年迄の履歴書添付。
- 「陸軍通訳脇光三生死不明中俸給支給方の件」JACAR（アジア歴史資料センター）Ref.C03027688100、明治３７年 「満大日記 １０月 自１６日 至３１日」（防衛省防衛研究所）。浅岡一の戸籍謄本添付。

| 公職                           | 公職                                 | 公職            |
| ------------------------------ | ------------------------------------ | --------------- |
| 先代 中根明                    | 福島県立会津中学校長 1906年 - 1912年 | 次代 落合寅平   |
| 先代 塩野宗一 長野県師範学校長 | 長野県尋常師範学校長 1886年 - 1893年 | 次代 正木直太郎 |
| その他の役職                   |                                      |                 |
| 先代 肥田野畏三郎              | 信濃教育会会長 1886年 - 1893年       | 次代 正木直太郎 |